# Seznam cerkva v Sloveniji (C)
|  | Seznam cerkva: A B C Č D E F G H I J K L M N O P R S Š T U V W Z Ž |

## Cecilija
| Slika                     | Cerkev   | Naselje | Župnija              | Škofija |
| ------------------------- | -------- | ------- | -------------------- | ------- |
| Klikni za spremembo slike | Cecilija | Celje   | Celje - Sv. Cecilija | CE      |

## Ciril in Metod
- Glej tudi grškokatoliško in pravoslavno cerkev

| Slika                     | Cerkev         | Naselje   | Župnija              | Škofija |
| ------------------------- | -------------- | --------- | -------------------- | ------- |
| Klikni za spremembo slike | Ciril in Metod | Brje      | Branik               | KP      |
| Klikni za spremembo slike | Ciril in Metod | Ljubljana | Ljubljana - Bežigrad | LJ      |
| Klikni za spremembo slike | Ciril in Metod | Maribor   | Maribor - Tezno      | MB      |
| Klikni za spremembo slike | Ciril in Metod | Podgrad   | Podgrad              | NM      |
| Klikni za spremembo slike | Ciril in Metod | Radenci   | Radenci              | MS      |
| Klikni za spremembo slike | Ciril in Metod | Škofljica | Škofljica            | LJ      |